# امپه
امپه (به هلندی: Empe) یک منطقهٔ مسکونی در هلند است که در برومن واقع شده‌است. امپه ۷۰۸ نفر جمعیت دارد.